# Avraham Maïmonide
Pour les articles homonymes, voir Maïmonide (homonymie).
 (décembre 2023).
Si vous disposez d'ouvrages ou d'articles de référence ou si vous connaissez des sites web de qualité traitant du thème abordé ici, merci de compléter l'article en donnant les références utiles à sa vérifiabilité et en les liant à la section « Notes et références ».

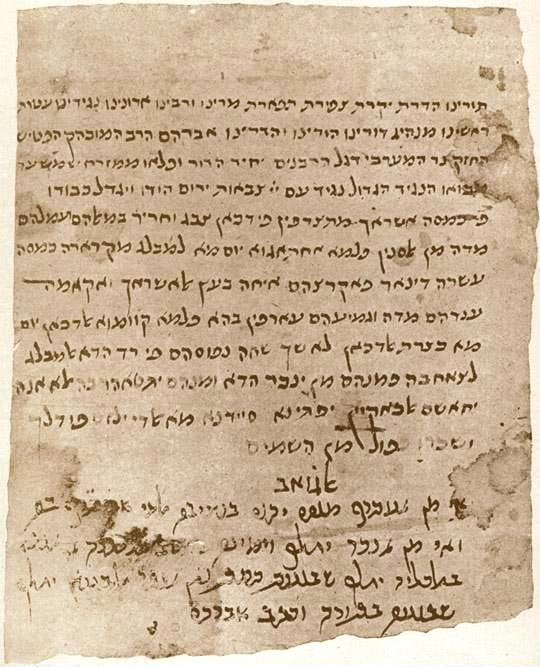
Lettre autographe d’Avraham Maïmonide, conservée à la Gueniza du Caire

Avraham Maïmonide (hébreu : רבי אברהם בנו של הרמב"ם Rabbi Avraham beno shel haRambam ; arabe : Abulmeni Maimuni) est un rabbin et dirigeant communautaire égyptien du XIIIe siècle (1186 – 1237).
Décisionnaire en Loi juive, exégète de la Bible, médecin-directeur de l’hôpital du Caire et philosophe prenant la défense de la doctrine de son père, il se distingue par une attitude profondément piétiste, que certains croient inspirée du soufisme, qui lui vaut le surnom d’Abraham le Pieux (hébreu : אברהם החסיד Avraham HeHassid).

## Éléments biographiques
Avraham Maïmonide naît à Fostat, en Égypte, où son père officie comme médecin du sultan.

On le décrit comme « modeste, hautement naturé, et d'un tempérament exceptionnellement bon », et détenteur d'un brillant intellect : il avait déjà acquis sa réputation de grand érudit encore adolescent, et à la mort de son père, à ses 18 ans, Avraham était connu et reconnu comme « le plus grand érudit de la communauté ».
Il succéda donc à son père aux postes de « Naggid » (chef religieux de la communauté Juive rabbanite d'Égypte) et de médecin de cour, à 18 ans à peine. Il assuma fort bien ses fonctions, et fit revenir une grande partie de la communauté karaïte égyptienne dans le giron du judaïsme rabbinique. La famille Maïmonide demeura au poste de naggid jusqu'au XIVe siècle.
Il honora la mémoire de son père, et défendit ses œuvres contre toutes les critiques.

## Œuvre
Son œuvre la plus célèbre est le Sefer Milchamoth Hashem (« Livre des Guerres de Dieu »), originellement écrit en judéo-arabe sous le titre de Kitāb Kifāyah al-`Ābidīn (« Guide compréhensif pour les serviteurs de Dieu ») dans lequel il répond aux objecteurs de la philosophie de son père. Bien qu'ayant initialement voulu maintenir sa neutralité dans la controverse, il ne put se contenir en apprenant que les livres de son père avaient été brûlés à Montpellier en 1235. Le livre est donc adressé aux érudits de Provence. Seule une partie du livre nous est parvenue. 
D'après sa taille, on peut imaginer qu'il était trois fois plus long que le Guide des Egarés. 
On décèle dans ce livre une forte influence du soufisme (mysticisme musulman), et il est plausible qu'Abraham Maïmonide soit le fondateur d'un courant de piétisme juif mâtiné de soufisme qui fut pratiqué encore un siècle après lui. Ceci explique :
- qu'on puisse « paradoxalement » trouver des ouvrages de mystique juive rédigés par les descendants de Moïse Maïmonide, alors que celui-ci fut l'un des plus grands adversaires du mysticisme qu'ait connu le Judaïsme ;
- que, lorsque Joseph ibn Caspi se rendit à Fès pour obtenir des informations des descendants de Maïmonide sur la philosophie de Maïmonide, ils ne puissent lui en fournir de satisfaisantes.

Il a également composé un commentaire en arabe sur la Torah, dont seuls les livres de la Genèse et de l'Exode nous sont parvenus, ainsi que des commentaires sur le Mishneh Torah et quelques traités talmudiques, et un ouvrage halakhique où se mêlent des considérations d'éthique et de philosophie.
Son Discours sur les Drashot (homélies rabbiniques), souvent attribué à son père (à tort) est imprimé en préface du Eyn Yaakov (recueil de toutes les aggadot du Talmud de Babylone) et souvent évoqué, en particulier la phrase « celui qui croit que tout est à prendre au sens littéral dans la Aggada est un fou ; celui qui croit que tout est allégorique est un hérétique »
Il est aussi l'auteur d'ouvrages médicaux.